# 118-я стрелковая дивизия (1-го формирования)
118-я стрелковая дивизия — воинское соединение Вооружённых Сил СССР в Великой Отечественной войне.

## История
Фактически, является дивизией 2-го формирования, так как в сентябре 1939 года в Северо-Кавказском военном округе в городе Новочеркасске Ростовской области на базе стрелкового полка 31-й стрелковой дивизии уже развертывалась 118-я стрелковая дивизия. Согласно директиве СКВО № 4/2/103012 от 31 декабря 1939 года дивизию расформировали.
Данная дивизия формировалась в Московском военном округе в городе Костроме Ярославской области на основании Постановления СНК СССР № 1193—464сс от 6 июля 1940 года по трёхтысячному штату. В мирное время ей полагалось иметь 2998 человек личного состава, 94 автомашины, 183 пулемёта, 63 миномёта, 33 45-мм орудия, 27 76-мм орудий и 10 122-мм гаубиц.
В апреле 1941 года дивизию перевели на шеститысячный штат. Ей полагалось иметь 5864 человека личного состава, 155 автомашин, 905 лошадей, 3685 винтовок, 691 пистолет-пулемёт, 324 ручных и 163 станковых пулемёта.
В начале лета 1941 года находилась в военном лагере в Песочном. С 15 июня в ходе «больших учебных сборов» соединение получает 6000 человек пополнения. Дивизия подчинялась управлению 41-го стрелкового корпуса.
В составе действующей армии с 22 июня по 29 сентября 1941 года.
С 24 июня 1941 года по 28 июня 1941 года грузится в Костроме и железной дорогой через Ярославль, Рыбинск, Бологое, Старую Руссу, Порхов перебрасывается в Псков, по пути подвергается бомбардировкам, разгружалась в Карамышево. С 30 июня 1941 года должна была разворачиваться в Псковском укреплённом районе, однако запаздывала с прибытием, так к вечеру 2 июля 1941 года прибыло только 13 эшелонов, к утру 4 июля 1941 года прибыло 20 эшелонов, ещё 2 были на подходе. Заняла позиции под Псковом, по реке Великая и реке Череха, правым флангом примыкая к Псковскому озеру, а левым к устью реки Кебь. На 5 июля 1941 года разворачивалась на участке Корлы, Васильево, Палкино, станция Черская, Огурцово, сосредоточение ещё не закончила. Первый бой приняла 5 июля 1941 года с 6-й танковой дивизией.
На утро 8 июля 1941 года остаётся на прежних рубежах, не имея перед собой активно действующего противника, но к исходу дня под некоторым нажимом противника оставила укреплённый район, причём это оставление и послужило основной причиной снятия и расстрела командира дивизии. При этом сейчас сложно сказать, чья инициатива была в отводе дивизии за реку Великая — корпусного командования или дивизионного. Более того, переправа дивизии прошла неорганизованно, рано был взорван мост через реку, в результате чего немалая часть дивизии была вынуждена переправляться на подручных средствах под огнём противника, естественно несёт потери и отходит в Псков.
В Пскове управление дивизией окончательно было потеряно и с 10 июля 1941 года дивизия в беспорядке большей частью отходит на Гдов, а некоторыми подразделениями на Лугу и Дно. Ближе к Гдову управление было восстановлено, дивизия с 11 по 18 июля 1941 года ведёт тяжёлые бои на восточном берегу Чудского озера, обороняет Гдов. Так, 16 июля 1941 года контратакует прорвавшегося противника (36-я моторизованная дивизия), выйдя из Гдова. Однако в этот момент подошла 58-я пехотная дивизия и ворвалась в Гдов, таким образом 118-я дивизия попала в окружение, вышла из него в район Нарвы к 20 июля 1941 года, потеряв 1200 человек пленными. Эвакуация частей дивизии осуществлялась также по Чудскому озеру силами Чудской военной флотилии.
Заняла позиции юго-западнее Раквере, включена в состав ударной группировки, наносившей удар с востока по прорвавшемуся к побережью Финского залива в Эстонии в районе Тапа противнику. С 6 августа 1941 года — в наступлении. Однако противник упредил удар и сам перешёл в наступление и дивизия была вынуждена откатываться на восток под наступлением противника, к 8 августа 1941 года была на побережье Финского залива северо-западнее Нарвы. К 17 августа 1941 года дивизия оборонялась под Кингисеппом, отступила к Копорье, затем наносила контрудар, откатилась к населённому пункту Илики, оттуда была переброшена, на Кипень, где противник 23 августа подошёл ближе всего к Ленинграду.
На 22 августа 1941 года дивизия насчитывала в своём составе всего 3025 человек личного состава, 17 орудий и 54 пулемёта. Бои за Кипень дивизия вела очень упорно. Деревня переходила из рук в руки, но враг не прошёл. 10 сентября была окружена после взятия Ропши. 14 сентября вышла из окружения и ведёт бои под Ропшей. С 16 сентября 1941 года наступает на Гостилицы, сумела продвинуться вперед на 3-5 километра, но была отрезана немцами южнее Михайловского.
29 сентября 1941 дивизия расформирована без ведома наркома обороны, остатки личного состава были переданы в 48-ю стрелковую дивизию.

## Состав
- 398-й стрелковый полк.
- 463-й стрелковый полк.
- 527-й стрелковый полк (майор Г. К. Мирошниченко).
- 604-й артиллерийский полк.
- 621-й гаубичный артиллерийский полк.
- 191-й отдельный истребительно-противотанковый дивизион.
- 472-й отдельный зенитный артиллерийский дивизион.
- 132-й отдельный разведывательный батальон).
- 282-й сапёрный батальон.
- 283-й отдельный батальон связи (745-я отдельная рота связи).
- 259-й медико-санитарный батальон.
- 260-я отдельная рота химической защиты.
- 663-й автотранспортный батальон.
- 422-я полевая хлебопекарня.
- 521-я полевая почтовая станция.
- 439-я полевая касса Госбанка.

## Подчинение
| Дата            | Фронт (округ)            | Армия      | Корпус                 | Примечания          |
| --------------- | ------------------------ | ---------- | ---------------------- | ------------------- |
| 22.06.1941 года | Московский военный округ | -          | 41-й стрелковый корпус | -                   |
| 01.07.1941 года | Северо-Западный фронт    | 11-я армия | 41-й стрелковый корпус | -                   |
| 10.07.1941 года | Северо-Западный фронт    | 11-я армия | 41-й стрелковый корпус | -                   |
| 01.08.1941 года | Северный фронт           | 8-я армия  | -                      | с 13 июля 1941 года |
| 01.09.1941 года | Ленинградский фронт      | 8-я армия  | -                      | -                   |

## Командование

### Командиры
- Гловацкий, Николай Михайлович (16.07.1940 — 3.08.1941) — генерал-майор, был осуждён Военной коллегией Верховного суда и расстрелян
- Сафронов, Афанасий Иванович (20.08.1941 — 27.09.1941)

### Начальники штаба
- Мизицкий, Владимир Иосифович (16.07.1940 — 05.08.1941) — полковник

## Известные люди, связанные с дивизией
- Бондарь, Иван Григорьевич —  С 22.08.1940 по 10.07.1941 зам. командира 118-й сд.

## Память
- Музей боевой славы Петропавловской средней школы Костромской области.